# Žunovica
Žunovica är en ort i Bosnien och Hercegovina.   Den ligger i entiteten Federationen Bosnien och Hercegovina, i den centrala delen av landet, 12 km väster om huvudstaden Sarajevo. Žunovica ligger 567 meter över havet och antalet invånare är 467.
Terrängen runt Žunovica är huvudsakligen kuperad, men söderut är den bergig. Runt Žunovica är det ganska tätbefolkat, med 93 invånare per kvadratkilometer.. Närmaste större samhälle är Sarajevo, 12,4 km öster om Žunovica. 
I omgivningarna runt Žunovica växer i huvudsak blandskog.